# 고기잡이부엉이속
고기잡이부엉이속(학명: Ketupa 케투파[*])은 올빼미과에 딸린 한 속이다. 원래 3종밖에 없는 작은 속이었으나, 2020년 유전학 연구 결과 수리부엉이속에 속하던 9종이 이 속으로 재분류되어 현재는 12종이 있다.

## 분류
고기잡이부엉이속은 1830년 프랑스 박물학자 르네 레송이 자바섬과 인도의 부엉이들을 분류하기 위해 처음 기재했다. 모식종은 말레이고기잡이부엉이이며, 속명 Ketupa는 말레이어로 말레이고기잡이부엉이를 부르는 말인 Ketupok 에서 비롯되었다.
원래 이 속에는 다음 3종만 속해 있었다.
- 말레이고기잡이부엉이(학명: Ketupa ketupu Horsfield, 1821)
- 갈색고기잡이부엉이(학명: Ketupa zeylonensis Gmelin, 1788)
- 황갈색고기잡이부엉이(학명: Ketupa flavipes Hodgson, 1836)

2020년 유전학 연구 결과 다음 9종이 수리부엉이속에서 고기잡이부엉이속으로 재분류되었다.
- 땅거미수리부엉이(학명: Ketupa coromanda Latham, 1790)
- 베로수리부엉이(학명: Ketupa lactea Temminck, 1820)
- 빗장수리부엉이(학명: Ketupa sumatrana Raffles, 1822)
- 점박이배수리부엉이(학명: Ketupa nipalensis Hodgson, 1836)
- 필리핀수리부엉이(학명: Ketupa philippensis Kaup, 1851)
- 프레이저고기잡이부엉이(학명: Ketupa poensis Fraser, 1854)
- 아쿤부엉이(학명: Ketupa leucosticta Hartlaub, 1855)
- 셸리수리부엉이(학명: Ketupa shelleyi Sharpe & Ussher, 1872)
- 섬부엉이(학명: Ketupa blakistoni Seebohm, 1884)